# 失踪者 (小説)
『失踪者』（しっそうしゃ、Der Verschollene）は、フランツ・カフカの長編小説。1912年-1914年執筆。故郷を追放されたドイツ人の少年カール・ロスマンが、様々な出来事に遭遇しながら異国アメリカを放浪する様を描く未完の作品。生前は未発表であったが、第一章にあたる部分のみ「火夫」のタイトルで生前の1913年に発表された。
この作品はカフカの死後の1927年、『審判』『城』に続いて友人マックス・ブロートの編集によって『アメリカ (Amerika)』の題で刊行された（刊行は最後になったが、執筆時期は三作の中で最も早い）。カフカの草稿自体には作品タイトルはなく、ブロートは生前のカフカが「アメリカ小説」と表現していたことに基いてこのタイトルをつけ、これが長い間これが作品名として流通していた。しかしその後、カフカが『失踪者』のタイトルを予定していたことが日記から判明し、1983年の批判版全集以降は主に『失踪者』のタイトルが用いられるようになった。

## 成立
『失踪者』は1911年末に着手され、1912年8月にかけて第一稿が書かれた。この第一稿はカフカ自身によって破棄されており残っていない。現在残っている第二稿に当たるものは1912年9月26日に書き始められたと考えられるもので、これは同月22日から23日にかけて短編「判決」を書き上げた直後にあたる。この第二稿はカフカの6冊目の日記帳にて書き始められており、この日記帳が尽きたあとはそれ以前の日記帳の余白に続きが書かれている。その後『変身』の執筆などをはさんで書き進められていたが、1913年1月頃に行き詰まり中断し、1913年5月に第1章のみ「火夫―ある断章」の題で、クルト・ヴォルフ社から薄い本の形で刊行された。その後1914年8月になって再び『失踪者』に着手し、いくつかの断章を書き上げたものの最終的に未完のまま放棄された。
カフカ自身はアメリカに行った経験はなく、作中のアメリカの描写はすべてカフカの想像によるものである。カフカの従兄弟には両親の手でアメリカに送られた者がおり、また別の従兄弟は14歳の時に女中との間に子供を作っていて、これらのことから作品の着想が得られたと考えられている（アンソニー・ノース『カフカ家の人々』参照）。
主人公カール・ロスマンの年齢は草稿では17歳だが、第一章にあたる部分を「火夫」として発表する際の清書では15歳に改められ、最終的に公刊された際さらに16歳に改められた。マックス・ブロートの編集による『アメリカ』では「火夫」の原稿をそのまま用いたためロスマンは16歳に、その後の手稿版全集では草稿に基づいて17歳に設定されている。

## 内容
カフカの草稿では第一章から第六章にあたる部分までに章題が付けられており、さらにこれに続くと考えられる2編の題のない断章（「車がとまった」で始まるものと「起きろ、起きろ」で始まるもの）および前後のつながりの不明な3つの断片（「ブルネルダの出発」という題がある一つと題のない二つ）が存在する。マックス・ブロートは『アメリカ』として刊行する際にこれらを再構成し、「車が止まった」で始まるものと断片のうち2つを組み合わせて「隠れ家にて」の章名をつけ第七章とし、「町角でカールはポスターを目にした」で始まる最も長い断片に「オクラホマ野外劇場」の題をつけて第八章としている。
以下の各章概要は、1983年の手稿版全集での構成・内容に基づく。

### 第一章 火夫
故郷のドイツで年上の女中に誘惑され、子供まで宿してしまったカール・ロスマンは両親の手でアメリカへ追い払われた。ニューヨーク港へ汽船が到着し、下船しようとしたところ傘を忘れたことに気付いたロスマンは、慌てて取りに戻る。そこでこの船の火夫に会い、話を聞くうちに彼がこの船で屈辱的な立場に置かれていることを知る。義憤に駆られたロスマンは船の上役に勢い込んで訴え出た。しかし火夫は日頃の勤務態度が良くない上に、興奮して自分の主張をまとめられない。その時、1人の紳士がロスマンに語りかけた。彼エドワード・ヤーコブは上院議員であり、ロスマンの実の伯父であった。ヤーコブはその場をまとめ、ロスマンを引き取ることになった。

### 第二章 伯父
裕福な伯父の下で、ロスマンは何不自由ない暮らしに浸っていた。伯父は大きなオフィスで仲介業を経営しており、ロスマンの教育にも非常に熱心であった。ロスマンは英語に続いて、伯父の知己であるマック氏から乗馬を習うことになった。ある日、ロスマンは伯父の取引相手の銀行家、ポランダー氏に自宅へ招かれる。しかし伯父は何故か認めようとはしない。ポランダー氏の懇願もあって、結局一晩がけで出かけることになったが、ロスマンは伯父が気懸かりだった。

### 第三章 ニューヨーク近郊の別荘
ロスマンとポランダー氏は、自宅玄関でポランダー氏の愛娘クララの出迎えを受けた。クララはグリーン氏が来宅していることを告げる。ポランダー氏は憤慨するが、4人で夕食を囲むことになった。食事の後、ロスマンはクララに部屋へ案内されるが、ふとしたことから掴み合いの喧嘩になってしまう。しかしクララはレスリングの心得があり、ロスマンは押え付けられてしまった。クララの部屋へ行く気が起こらず、邸宅を徘徊するロスマン。ポランダー氏とグリーン氏の下へ行き「伯父の為にすぐに帰りたい」と言う。しかしグリーン氏に「12時になったら帰らせてあげる」と言われ、ロスマンは怒るが時間までクララの部屋へ行くことになる。乗り気のしないまま、クララに習いたてのピアノを聞かせるロスマンに、冷やかし半分の拍手が降り注いだ。相手はマック氏で、彼はクララの婚約者だった。時間が来てグリーン氏に会うと、彼は「12時にロスマンに渡すこと」と書かれた伯父からの手紙を差し出した。そこには、自分の意志に背いたロスマンを追い出すと書かれていた。ロスマンはトランクと傘を手に、当てもなく夜の街へ飛び出した。

### 第四章 ラムゼスへの道
しばらくして、ロスマンは食堂を兼ねた安宿を見つけた。そこへ泊まることにするがその部屋は相部屋で、既に先客がいた。アイルランド人のロビンソンとフランス人のドラマルシュである。朝になり、宿を出た三人はバターフォードの農場手伝いか、カリフォルニアの砂金洗いの仕事を求めて旅を共にする。夜になり、野宿をすることになった。近くの「ホテル･オクシデンタル」で食料と酒を調達するよう言われたロスマンは、ホテルへ向かう。親切な従業員の女にホテルへ泊まるよう誘われるが、ロスマンは断って外へ出る。しかし三人は喧嘩になってしまい、ロスマンは1人でホテルへ行くことにする。

### 第五章 ホテル・オクシデンタル
ホテルに着くと、ロスマンは先ほどの従業員で同国人の調理主任から、エレベーターボーイになるよう誘いを受けて承諾した。タイピストのテレーゼとも仲良くなり、このラムゼスの町でロスマンの新生活が始まった。ロスマンはエレベーターボーイの仕事を巧くこなす。テレーゼや同僚のジャコモらと楽しいひと時を過ごし、1ヵ月半ほどが経った。ある日、隣のエレベーターの担当が姿を見せず、ロスマンは業務に忙殺されていた。

### 第六章 ロビンソン事件
そこへロビンソンがやってきた。彼は小洒落た身なりをしているが酒の臭いがした。酔って纏わりつくロビンソンは、ロスマンに金を貸せという。ロスマンは二度とここへ来ないことを条件に、その日のチップを渡そうとした。その時ロビンソンは体調を崩して嘔吐した。ロスマンは外へ連れ出そうとするが、ロビンソンは歩けない。やむを得ず代理を立てて持ち場を離れたロスマンは、エレベーターボーイたちの寝室にロビンソンを担ぎこんだ。ロスマンは持ち場へ戻ると、自分の不在がボーイ長に露見したことを知らされた。事務室へ行くと、ロスマンはボーイ長に馘首を宣告される。さらに門衛主任にも難詰され、調理主任やテレーゼにもロスマンの失態が伝えられた。ロスマンを信じる二人だが、寝室のロビンソンが大暴れをしたことが伝わってきた。さらにロスマンの立場は悪くなり、クビが決定する。袋叩きにあって怪我だらけのロビンソンを連れて、ロスマンはホテルを出た。

### （車が止まった･･･）
ロスマンとロビンソンはドラマルシュのアパートへやってきた。彼はとても高い部屋に住んでおり、二人を迎え入れて同棲相手のブルネルダに引き合わせた。彼女は極度の肥満体で、部屋で寝そべっていた。とても我儘な性格だが、ドラマルシュは巧くあしらっている。ロビンソンはロスマンにこれまでの経緯を語った。二人で物乞いをした相手がブルネルダで、ドラマルシュは巧く取り入ったという。ロビンソンは温情で使用人として生活していた。怪我をしたロビンソン代わりに、ロスマンも使用人として生活することになった。その夜、判事選挙の候補者演説が行われていた。お祭りのような騒ぎにロスマンは惹きつけられた。しかしブルネルダに逆らったことから、ロスマンは爪弾きにされる。夜中、隣の部屋の学生メンデルと話し合い、学業と生活の両立の苦労を知らされる。結局、今すぐ働くべきだとロスマンは決断した。

### （起きろ、起きろ!･･･）
ロスマンはロビンソンに起こされる。ドラマルシュと一緒に、我儘放題のブルネルダを宥めながら3人がかりで彼女の入浴を手伝う。入浴後の身づくろいに際しても、ブルネルダに怒鳴られるロスマンたち。ロスマンは投槍に朝食の準備をするが、かえって手際がいいとブルネルダに誉められた。ロスマンはご褒美として、一握りの菓子をもらった。

### 断片

#### ブルネルダの出発
ある朝、ロスマンはブルネルダを病人用の手押し車に乗せて玄関を出た。人目につかないよう、早朝の出発となった。ブルネルダを灰色の布で包んで姿を隠すが、警官に見咎められる。身分証明を見せてその場を凌ぐが、通行人も興味深そうに覗いてくる。中身はリンゴだと言い張り、ロスマンは先を急ぐ。やがて二十五番地の建物が見えてきた。管理人に会い、ロスマンはほっと一息をついた。

#### （町角でカールはポスターを目にした･･･）
ロスマンは街角でポスターを見かけた。そこには、オクラホマ劇場がクレイトンの競馬場で団員を募集する旨が書かれている。報酬は一切記載がないが、ロスマンは「条件不問」の文言に惹かれる。交通費を勘定していると見知らぬ紳士が肩を叩き、クレイトン行きを励ましてくれた。ロスマンは地下鉄でクレイトンへ向かう。競馬場の入り口では何百人もの女たちが、白い天使の出で立ちでトランペットを鳴らしていた。だが聴衆はあまりおらず、ロスマンは妻と乳母車の子供をつれた中年男性に話を聞くが、やはり応募者はほとんどいないという。男の妻に採用手続きの場所を確認するよう依頼され、舞台へ上がったロスマンは天使の1人に声をかけられる。それは懐かしい女友達のファニーだった。再会を祝し、ロスマンはファニーのトランペットを借りた。周りは好き勝手に吹いている中で、ロスマンは上手に演奏できた。男の楽団もいることを聞くが、ファニーは配属されても会えないかも知れないという。オクラホマ劇場は範囲が見えないほど大きな世界一の大劇場だというのだ。採用場所が審判席であることを教えてもらい、ロスマンは人事主任に会う。家族連れの男も迎え入れ、採用面接が始まった。ロスマンは身分証を持たず、技術者として名乗り出る。しかし技術者「志望」であることが分かると、別の窓口へ回される。さらに別の窓口へ回され、結局「ヨーロッパの中学卒」窓口で採用となった。ロスマンは担当の主任に「ネグロ（黒人の意味）」と偽名を名乗る。正式に採用が決まり、外へ出ると先ほどの家族連れも採用が決まったと知らせてくれた。ロスマンは自分の隊長に前職は事務所にいたこと（注：ロスマンが事務所で働いていた記述は前章や他の断片には無く、別の挿話を挟む予定があったと考えられる）、そこでの仕事には満足していなかったことを伝えた。面談の結果ロスマン（ネグロ）は「技術労働者」に決まった。ファニーに伝えようとしたが、天使たちは既に次の場所へ出発したという。採用者に豪華な会食が振舞われ、その1人が長々と答弁を述べていた。その宴席で、ロスマンはジャコモに再会した。彼はエレベーターボーイとして採用されたという。その時人事主任が壇上に現れ、オクラホマへの出発を告げた。採用者たちは急いで駅へ向かい、列車に乗った。

#### （二日二晩の旅だった･･･）
二日二晩の旅が続いた。ロスマンはジャコモと隣り合わせに座り、向かい合わせの少年たちとも親しくなった。第一日目、列車は山岳地帯を通った。川幅の広い渓流の上を、列車は走る。水面に近いところを走ると、冷気がロスマンの顔にかかった。

## 翻案
- ローマン・ハウベンシュトック＝ラマティの作のオペラ『アメリカ』がある(作曲時点では手稿版全集は未出版)。出版社カタログ
- 松本修の構成・演出により舞台化されている。2001年と2003年には『AMERIKA』、2007年と2013年には『失踪者』のタイトルで上演された。読売演劇大賞の優秀作品賞、演出家賞を受賞するなど高い評価を得た。

## 日本語訳
- 中井正文訳 『アメリカ』[2] 角川文庫、1972年、復刊1989年、改版1992年。電子書籍版、2016年
- 千野栄一訳 『カフカ全集4 アメリカ』[3] 新潮社、1981年、復刊1992年。マックス・ブロート編
- 池内紀訳 『失踪者 カフカ小説全集1』 白水社、2001年
  - 『失踪者 カフカ コレクション』 白水Uブックス、2006年
  - 『カフカ／クリスタ・ヴォルフ』〈池澤夏樹=個人編集 世界文学全集Ⅱ-02〉河出書房新社、2009年
- 谷友幸訳 『アメリカ』 グーテンベルク21（電子出版）[4]、2015年